# بيني

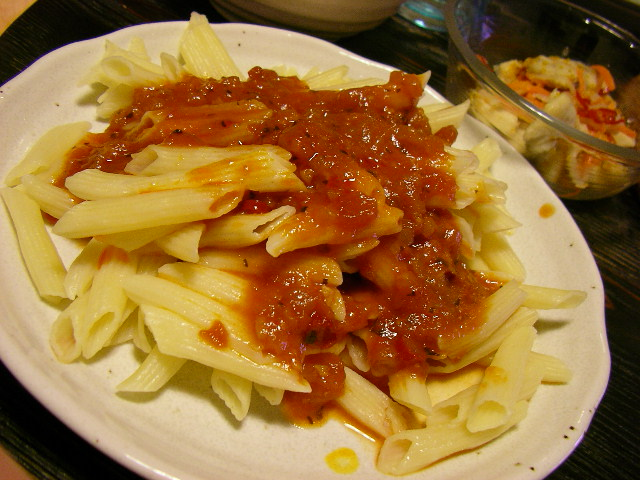
بيني مع الصلصة

بيني هو نوع من أنواع المعكرونات الإيطالية وتعني كلمة بيني الريشة أي الخفة والرشاقة ويعرف أنها نوع من المعكرونة الذي يطبخ مع الصوصات المختلفة مثل (البولونيز أو صلصة البيشاميل والفطر).

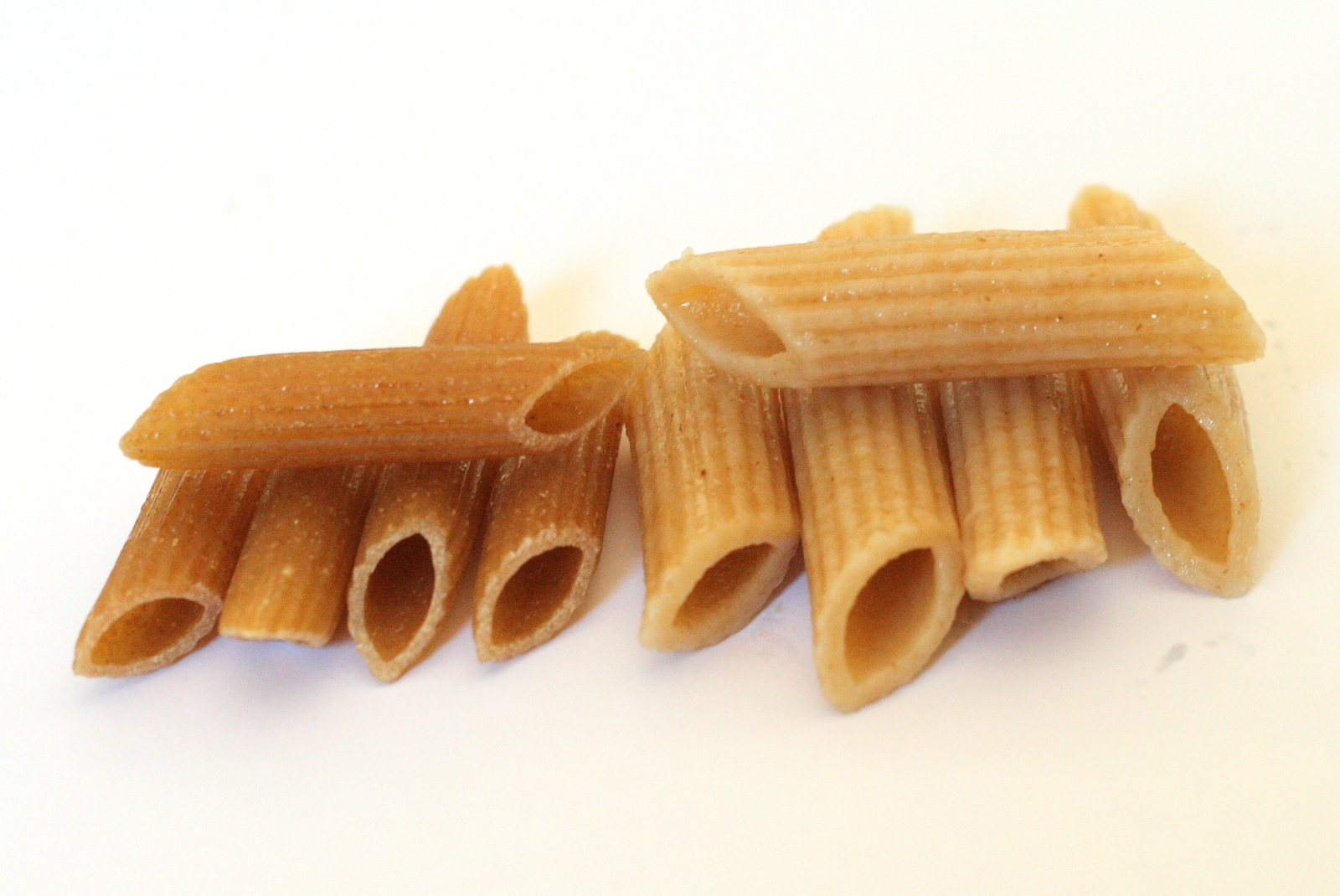
اصابع المكرونة البينى (right)

## بيني رابياتا
وهي أكلة إيطالية ذات مذاق رائع تصنع من المكرونة البيني.